# Nazionale femminile di pallamano della Lituania
La nazionale di pallamano femminile della Lituania rappresenta la Lituania nelle competizioni internazionali di pallamano femminile e la sua attività è gestita dalla federazione di pallamano della Lituania.

## Competizioni principali

### Mondiali
- 1993: 13º posto

### Europei
- 1996: 12º posto